# Célula germinativa
Célula germinativa é qualquer célula que dá origem aos gametas de um organismo que se reproduz de maneira sexuada. 
Nos organismos multicelulares, as células germinativas primordiais dão origem às células germinativas, e estas, à linhagem germinativa  (gametas,  que, no caso dos animais, são o espermatozoide e o óvulo).
Em muitos animais, as células germinativas primordiais diferenciam-se nas primeiras fases de desenvolvimento do embrião, migram para a região onde se formarão as gônadas e iniciam o processo da gametogênese. Nas plantas, elas só se diferenciam, a partir de células meristemáticas durante o desenvolvimento dos órgãos sexuais, como a flor, nas angiospérmicas. Mutações nas células germinativas são mais importantes do que nas demais células, pois elas podem ser passadas aos descendentes durante a reprodução sexuada.
As células germinativas primordiais são especificadas de forma autônoma por determinantes citoplasmáticos (plasma germinativo) do ovo, que são divididos de forma específica durante a clivagem do embrião. Evidências sugerem que, na maioria das espécies, as células germinativas são especificadas pela interação com suas células vizinhas. Os blastômeros que se tornam células-tronco embrionárias podem ser precursores de células germinativas primordiais. Tanto as células germinativas primordiais quanto as células-tronco embrionárias são caracterizadas por sua capacidade de gerar qualquer tipo de célula no embrião. Uma ideia emergente é que algumas células descendentes de células pluripotentes - como as de teratocarcinoma ou as células-tronco embrionárias, que formam as células germinativas primordiais - podem sofrer meiose para formar óvulos ou espermatozoides.
Durante os estágios embrionários iniciais, as células germinativas primordiais polarizam-se e adquirem motilidade. Sua movimentação é guiada pela produção de moléculas específicas pelas células somáticas encontradas ao longo de sua rota de migração. Essas moléculas podem atrair ou repelir essas células, direcionando-as para a região da gônada.

## Proteínas ligadoras de RNAs
São proteínas que possuem domínio capaz de interagir com regiões específicas de RNAs, servindo como um mecanismo de regulação gênica. Existem diversas famílias de proteínas desse grupo que são expressas durante o desenvolvimento das células germinativas. Dentre elas, podemos citar:

### Família NANOS
- Possui 3 proteínas (NANOS1, NANOS2 e NANOS3), importantes na manutenção das células germinativas e espermiogênese
- Possuem zinc finger
- NANOS1 está envolvido no processamento de mRNA durante a fase tardia da espermiogênese[5]
- NANOS2 é importante na inibição da expressão de genes necessários para a meiose e manutenção das células germinativas da espermatogônia
- A deleção de NANOS3 em camundongos causa o aumento de apoptose em células germinativas primordiais

### Família DAZ
- Família de proteínas cuja ausência leva à azoospermia, ausência de espermatozoides no sêmen
- Possui 3 membros (DAZL, DAZ e BOULE), com homologia entre si superior a 80%.
- Expressas nas células germinativas de ambos os sexo, sendo importantes na determinação e regulação de seu desenvolvimento
- A super-expressão das proteínas DAZ induz a formação de células haplóides in vitro
- O knockdown de DAZL reduz em 50% a concentração de VASA intracelular
- DAZL se liga a regiões específicas no 3’-UTR de mRNAs de células germinativas, facilitando a tradução desse RNA

### Dead end homologue 1 (DND1)
- Mutações pontuais nesse gene são responsáveis pela formação do tumor testicular das células germinativas (TTCG), causado pela ação aberrante dessas células durante o desenvolvimento do animal
- Se prende a regiões 3’-UTR, dificultando a ação de miRNAs
- Pode ter sua expressão regulada por miRNAs
- Pode ter sua ação reduzida pela competição com a enzima APOBEC3, que se liga à mesma região do RNA que DND1

### Família PIWI
- Inibição de elementos transponíveis (transposons) a nível pós-transcricional
- Prevenção de problemas na integridade genômica causada por transposons

### Família TUDOR
- Importante na diferenciação das células germinativas
- Participa da regulação de retrotransposons e na metilação do DNA
- Suas proteínas possuem domínio de interação com proteínas PIWI
- Em camundongos, tudor é expresso em células espermatogênicas, em espermatócitos e em espermátides
- Mutações nos genes dessa família causam defeitos no desenvolvimento das células germinativas em machos e instabilidade de mRNA e transposons

### Família DDX
- Possuem função durante o crescimento e diferenciação de células germinativas
- Contem regiões conservadas do tipo DExH ou DExD box, para interação com RNA, que modulam a estrutura do ácido nucleico e alteram a expressão do gene em que estão atuando
- Frequentemente dependem de ATP para sua atividade como helicases
- Afetam o metabolismo de RNA em múltiplos níveis, devido a sua diversidade funcional
- Participação na regulação gênica, ligando-se diretamente tanto ao DNA quanto ao RNA.
- Várias proteínas DDX se ligam diretamente a miRNAs e mRNAs
- Recrutam complexos proteicos para as regiões 5’- e 3’- UTRs de mRNAs, regulando sua estabilidade e eficiência durante a tradução
- Nenhuma proteína DDX foi detectada na participação direta da regulação de células-tronco em mamíferos
- DDXs de planárias (MVH e Spoltod) foram encontradas em células-tronco, sendo importantes na autorrenovação e proliferação de neoblastos
- Em humanos, existem mais de 90 genes de helicases da famíla DDX, dos quais dois terços possuem relação com o RNA[6]
- DDX21 regula a expressão de genes ribossomais a nível transcricional e pós-traducional[7] (Calo E, Flynn RA, Martin L, Spitale RC, Chang HY, Wysocka J. RNA helicase DDX21 coordinates transcription and ribosomal RNA processing. Nature. 2015;518:249–53)
- MVH (ou DDX4):
  - Proteína da família DDX mais conhecida atualmente
  - Interação com RNAs que possuem regiões conservadas do tipo DEAD box (Asp-Glu-Ala-Asp)
  - Age modificando a estrutura secundária de RNAs durante splicing alternativo e início da tradução
  - Sua expressão se inicia nas células germinativas primordiais e encerra no final da meiose das células germinativas
  - Pode regular a proliferação e pluripotência das células germinativas primordiais
  - Oncogene, pois está implicado na progressão de tumores

### Família LIN28
- Possui duas isoformas (LIN28A e LIN28B)
- Importante no crescimento e diferenciação celular. Descrita primeiramente em C.elegans, modulando o metabolismo e crescimento tanto de células somáticas como de células pluripotentes
- LIN28A:
  - Possui zinc finger
  - Reconhecida como um fator de pluripotência. Quando combinada com OCT4, SOX2 e NANOG, induz a pluripotência em fibroblastos humanos[8]
  - Aumenta a taxa de conversão de células-tronco embrionárias em células germinativas primordiais
  - Sua deleção em camundongo gerou uma população com baixa quantidade de células germinativas primordiais e fertilidade reduzidas. Suas crias, quando nascidas, não chegavam a idade reprodutiva, devido a defeitos no metabolismo e no crescimento
  - Interage com RNAs que possuem motivos 5’GGAGA-3’, podendo agir tanto na sua inibição quanto na promoção de sua tradução
- LIN28B:
  - Possui domínio de reconhecimento de RNAs de cold shock
  - Oncogene, pois está implicado na progressão de tumores

## Outros tipos de proteínas

### Rgs14[3]
- Regulador da sinalização da proteína G, pois ativa as proteínas GAP (GTPase ativating protein), aumentando a taxa de conversão de GTP em GDP
- Responsável pela inibição da migração de células germinativas primordiais, células dendríticas e linfócitos B
- Seus níveis no interior da célula diminuem gradualmente até o início da migração
- Sua ação está relacionada com o controle de E-caderinas. Envolvido também no controle da plasticidade em neurônios, devido à regulação das proteínas de adesão celular

### Nanog[9]
- Fator de transcrição que responsável pela manutenção da pluripotência e auto-renovação de células-tronco embrionárias em mamíferos. Foi identificado em células do interior da morula, em blastocistos e em células germinativas jovens de camundongos, sendo ausente em células diferenciadas[10]
- Presente em células germinativas primordiais de zebrafish durante o desenvolvimento embrionário e em indivíduos adultos (machos e fêmeas)
- Inibe proliferação durante os estágios iniciais do desenvolvimento

## Os volvocáceos
Os volvocáceos são um grupo de protistas que apresentam provavelmente a diferenciação mais simples entre células somáticas e germinativas que se conhece. Nos grupos mais basais, todas as células aparentam ser iguais e podem diferenciar-se em células germinativas, sendo, portanto considerados organismos coloniais. Diferentemente, os grupos mais derivados apresentam grupos de células que são separadas muito cedo no desenvolvimento e que darão origem às células germinativas, e por isso são considerados organismos multicelulares.
Os volvocáceos são formados por um conjunto de células em um formato esférico e que quando produzem as gonídias (células germinativas), essas se destacam por formarem protuberâncias.  Em V. carteri As gonídias podem ser usadas no processo de reprodução assexuada, dando origem a um novo indivíduo, ou sofrer indução sexual e produzir gametas, que no caso dos espermatozoides nadam em direção a uma gonídia que produziu óvulos em outro individuo. Outro fator importante na reprodução de volvocáceos é a indução da apoptose nas células adultas após a formação de zigoto, um processo que teria uma importante vantagem evolutiva, uma vez que libera os nutrientes dos adultos (que morreriam durante o inverno) para a prole (que suportará o inverno na forma de zigoto).

## Determinação e migração das células somáticas emDrosophila
Em embriões de Drosophila, as células germinativas primordiais são formadas durante o blastoderme e se agrupam na região posterior do embrião após a nona divisão celular, onde serão envolvidas pelo plasma polar, um complexo de mitocôndrias, fibrilas e grânulos polares. São esses componentes os responsáveis pela especificação das células germinativas primordiais em células germinativas, e pela inibição da expressão de genes de células somáticas nessas células. Caso essas células sejam impedidas de alcançar o plasma polar, na região posterior, as células germinativas não serão formadas. Dentre os componentes do plasma polar está o produto do gene gcl (germ cell-less). Se o óvulo da fêmea não apresenta o produto deste gene, não serão formadas as células germinativas. Outro importante componente desse plasma é conhecido como NANOS, que impede a mitose e a transcrição nas células que darão origem às células germinativas, prevenindo danos em seu DNA.
O processo de migração das células germinativas primordiais, da região posterior do embrião para a região das gônadas, pode ser dividido em 9 passos:
1. Migração passiva para a região do intestino intermediário (midgut) posterior, devido à gastrulação
2. O intestino ativa a migração ativa, por diapedese, das células germinativas primordiais, em direção à região de fundo cego do intestino intermediário posterior. Células migram da endoderme para a mesoderme visceral
3. As células germinativas primordiais se dividem em dois grupos. Cada um deles se associará a um dos primórdios de gônada
4. Cada grupo formado migra para a gônada respectiva derivada do mesoderma lateral
5. E-caderinas, garantem a união as células germinativas primordiais, garantindo a divisão e maturação na gônada
6. Gônadas e células germinativas primordiais permanecem indiferenciadas até o momento da metamorfose. No estágio larval, ambas se dividem, porém permanecem relativamente indiferenciadas
7. Na transição larva-pupa, há morfogênese das gônadas e as células germinativas primordiais dão origem à linhagem germinativa (células-tronco)
8. Essa linhagem germinativa se divide assimetricamente, gerando outra célula-tronco e um cistoblasto
9. Cada cistoblasto se divide 4 vezes de forma incompleta, formando um agrupamento de células interconectadas por pontes citoplasmáticas

- Os produtos dos genes wunen aparentam ser os responsáveis pela migração das células germinativas primordiais da endoderme para a mesoderme (2) e na divisão dessas células em dois grupos (3). Suas proteínas são expressas na endoderme logo antes da migração das células germinativas primordiais em vários tecidos, repelindo essas células[1]
- Mutações que causam perda de função nos genes wunen proporcionam a migração aleatória das células germinativas primordiais[1]
- HMG-CoA redutase, produto do gene columbus, é necessário para atrair as células germinativas primordiais para as gônadas de Drosophila[1][12]
- O gene ovarian tumor (otu) está envolvido na oogênese de D. melanogaster e codifica para duas proteínas, sendo a maior delas expressa antes da diferenciação dos cistoblastos[13], podendo estar envolvido na determinação sexual da linhagem germinativa[14]
- Alelos mutantes de otu, com perda de função severa, levam a ausência de células-tronco nas gônadas ou quiescência da gônada feminina[15]
- A destruição do plasma germinativo ao se irradiar com luz ultravioleta (UV), em Drosophila e anuros, resulta na não formação de células germinativas[16]. Caso o plasma germinativo de um embrião não irradiado seja transferido para um embrião irradiado, as células germinativas são formadas novamente[17]
- A migração das células germinativas primordiais é devido à polimerização de actina[12]

## Determinação e migração de células germinativas em peixe-zebra (zebrafish)
O plasma germinativo de zebrafish forma uma estrutura densa caracterizada por grânulos polares, mitocôndrias e concentrado de RNAs, sendo dois deles dos genes vasa e nanos. Esse concentrado de RNAs é de origem materna e aparenta estar associado aos sulcos de clivagem nas divisões iniciais do ovo. Tanto os RNAs de vasa, quanto outros componentes do plasma germinativo formam uma estrutura compacta, que é herdada apenas por uma das células-filhas após cada divisão celular. Quando o embrião possui aproximadamente 1000 células, apenas 4 delas possuem o plasma germinativo. A partir desse momento, o plasma germinativo é dividido uniformemente entre as células-filhas, gerando, posteriormente, 4 clusters de células germinativas primordiais.
As células de zebrafish, assim como em Drosophila, migram devido a moléculas quimioatrativas e quimiorepelentes. 3 horas após a fertilização, as células germinativas primordiais encontram-se arredondadas e imóveis. Com a diminuição da concentração intracelular de RGS14a, essas células passam por mudanças morfológicas caracterizadas pela geração de protrusões em todas as direções, seguida pela polarização da célula e geração de bolhas de migração na direção do movimento. Essa forma de migração é similar ao exibido por células tumorais in vitro. O começo da motilidade e da polarização das células ocorre por volta de 5 horas após a fertilização, devido ao aumento no gradiente de CXCL12a. 7 horas após a fertilização, esse gradiente encontra-se bastante elevado. Como resposta, a célula aumenta o pH da região anterior, facilitando a movimentação, com posterior aumento na atividade de duas Rho GTPases (RhoA e Rac1) e do recrutamento de actina na região da bolha de migração. Cada cluster segue uma rota diferente de migração, porém, ao final do primeiro dia de desenvolvimento, as células germinativas primordiais estão dispostas em dois clusters distintos ao longo da região mesodérmica. Conforme as células germinativas primordiais se aproximam da região da gônada somática, sua velocidade e polaridade diminuem.
- Em zebrafish, receptores CXCR4b presentes na membrana das células germinativas primordiais interagem com o gradiente de CXCL12a (secretada pela gônada em desenvolvimento), fazendo com que as células migrem em direção à gônada.[1][12] A perda do receptor ou do gradiente causa migração aleatória das células germinativas primordiais. Este sistema Sdf1/CXCR4 também é utilizado por linfócitos e células progenitoras hematopoiéticas[1]
- CXCR7b é o receptor que interage com o gradiente de Cxcl12a, nas células germinativas primordiais[3]
- Foram identificados 33 receptores de quimiocinas e 89 genes que codificam para quimiocina em zebrafish[12]
- A migração por meio de bolhas não ocorre por meio da polimerização de actina, e sim pela contração de miosinas, que gera pressão hidrostática[12]
  - Knockdown de nanog em zebrafish aumenta a proliferação e localização aberrante de células germinativas primordiais durante os estágios iniciais do desenvolvimento embrionário[9]

## Determinação e migração de células germinativas em anfíbios
Em anfíbios, determinantes (plasma germinativo) das células germinativas estão presentes no citoplasma, no polo vegetal, e sua migração ás cristas genitais podem ser traçadas usando marcadores. Estes determinantes movem-se junto com o vitelo na rotação que ocorre após a fecundação em ovos de anfíbios.
As células germinativas de anfíbios ficam concentradas na região posterior, até a formação da cavidade abdominal. Posteriormente, elas migram pelo lado dorsal do intestino; primeiramente pelo mesentério e depois para as paredes abdominais, de onde migrarão para o intestino.

## Determinação e migração de células germinativas em mamíferos
Em mamíferos, as células somáticas e germinativas aparentam não ser diferentes durante o início do desenvolvimento. No entanto, Hahnel & Eddy (1986) demonstraram que as células do epiblasto já estão determinadas a originarem as células germinativas. Ginsburg (1990), citado por Gilbert (2003), conseguiu demonstrar que as células da mesoderme extraembrionárias seriam responsáveis pela formação das células germinativas.
Qi Huayu (2016) em sua revisão, descreve que, em embriões de camundongos, as células germinativas primordiais são formadas na região posterior proximal do epiblasto. Estas células proliferam-se e migram para a gônada embrionária, para formar a proespermatogônia ou oogônia em animais machos e fêmeas, respectivamente. Em machos, a proespematogônia, também chamada de gonócito, são as precursoras das futuras células-tronco espermatogoniais (SSC, em inglês) em animais adultos. Gonócitos quiescentes no embrião, arrastados na profase mitótica do ciclo celular, apenas retomam sua divisão celular após o nascimento do animal. Nos 3 primeiros dias após o nascimento, os gonócitos se proliferam e migram do centro dos túbulos seminíferos em desenvolvimento para a membrana basal. durante o desenvolvimento das células germinativas masculinas, proteínas ligadoras de RNA participam de vários processos durante o ciclo de vida dos mRNAs, variando desde a transcrição (com a DDX21) até a tradução (com a Lind28). Qi, (2016) descreve também que células germinativas, em mamíferos, regulam seu desenvolvimento utilizando não apenas a maquinaria para o metabolismo de RNA e tradução, como também mecanismos específicos da linhagem germinativa. RNAs pequenos não codificantes (siRNA, small non-coding RNAs), como miRNA e piRNA, estão particularmente presentes em células espermatogênicas. Problemas na síntese desses siRNAs mostraram efeitos deletérios na espermatogênese de camundongos.
Zang e Wu (2016), conseguiram gerar um modelo para detecção de células da linhagem germinativa sem utilizar anticorpos, fluorescentes. Essas células são capazes de gerar descendentes férteis quando transplantadas em ovários de camundongos fêmeas
DDX25 (conhecido como GRTH) é expressa especificamente, em espermatócitos e espermátides haplóides de camundongos. Sua deleção leva a um atraso no desenvolvimento  de espermátides

## Migração das células germinativas em aves
Similarmente ao que ocorre em mamíferos, as células germinativas em aves tem origem no epiblasto. No entanto, diferem durante as rotas de migração. Nas aves e em répteis as células que darão origem aos gametas alcançam as cristas genitais através da corrente sanguínea, onde migram dos vasos para o epitélio das gônadas.